# 黄云山摩崖造像
黄云山摩崖造像，位于山东省蒙阴县垛庄镇。是中华人民共和国山东省省级文物保护单位之一。
2013年，列入第四批山东省文物保护单位，该文物保护单位是一座石窟寺及石刻。